# 昆明小檗
昆明小檗（学名：Berberis kunmingensis）为小檗科小檗属的植物，为中国的特有植物。分布在中国大陆的云南等地，一般生长在山坡灌丛中和林缘，目前尚未由人工引种栽培。